# اتین بیتوئو
اتین بیتوئو (انگلیسی: Etienne Bito'o؛ زادهٔ ۵ ژانویهٔ ۱۹۸۰) بازیکن فوتبال اهل گابن بود.
از باشگاه‌هایی که در آن بازی کرده است می‌توان به باشگاه فوتبال ظفار، باشگاه فوتبال ژیل ویسنته، و باشگاه ورزشی النصر اشاره کرد.
وی همچنین در تیم ملی فوتبال گابن بازی کرده است.